# Roques del Rei
Les Roques del Rei és una muntanya de 852 metres que es troba al municipi de Sant Hilari Sacalm, a la comarca de la Selva.
Aquest cim està inclòs al llistat dels 100 cims de la FEEC